# Karczyce

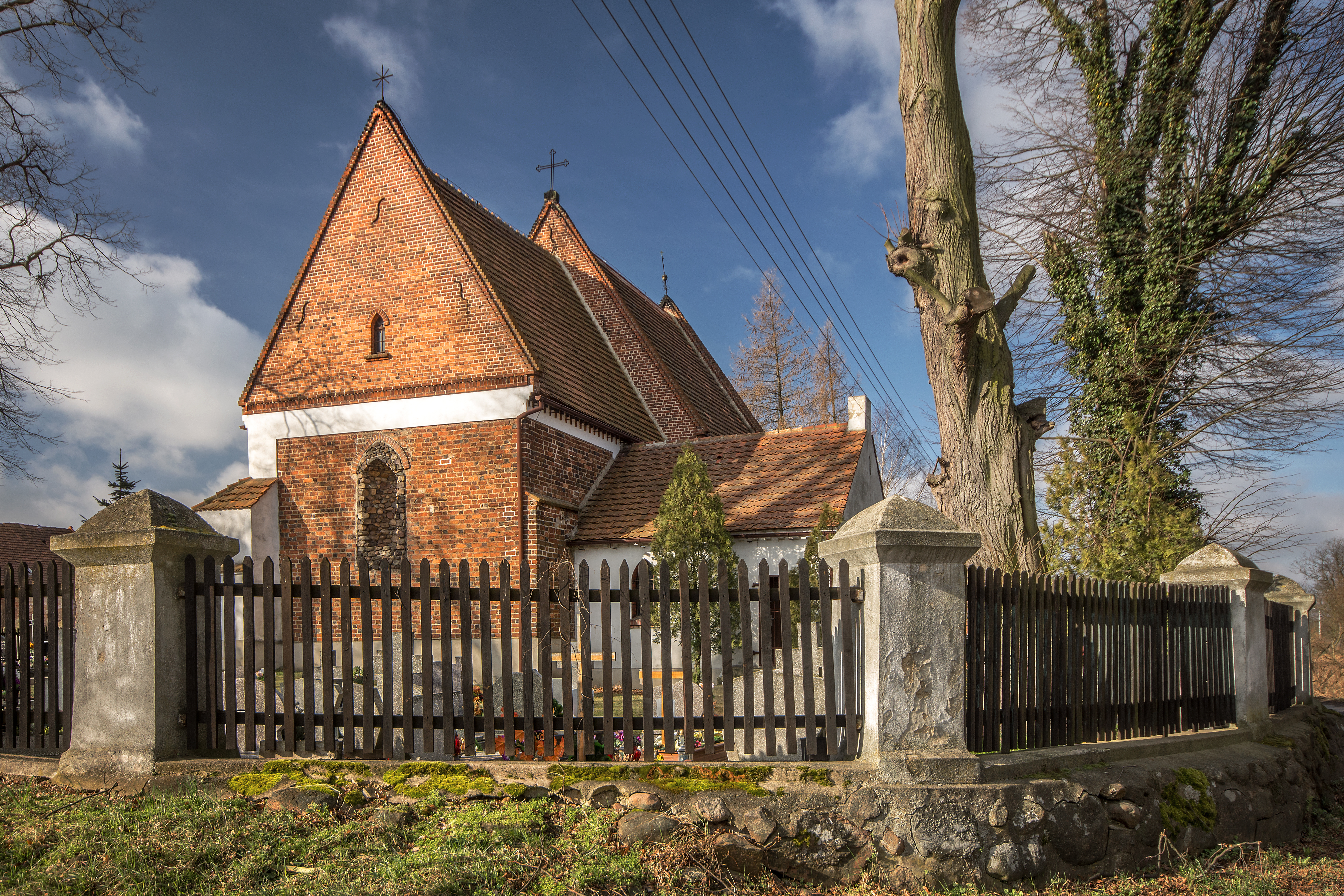
Kreuzerhöhungskirche

Karczyce (deutsch Kertschütz) ist ein Dorf in der Landgemeinde Kostomłoty (Kostenblut) im Powiat Średzki der Woiwodschaft Niederschlesien in Polen.

## Lage
Karczyce liegt ca. 13 Kilometer südöstlich von Środa Śląska (Neumarkt) und 21 Kilometer westlich der Regionalhauptstadt Breslau. Nachbarorte sind Łowęcice (Lobetinz) im Norden, Ramułtowice (Illnisch-Romolkwitz, 1939–1945 Ramfeld) im Südwesten, Jarząbkowice (Schriegwitz) im Osten. 

## Geschichte
Der Ort wurde 1221 als „Kerchewice“, 1250 als „Kertyzi“, 1343 als „Kortschicz“ sowie 1360 als „Kerczicz“ erwähnt. Im Zuge der Ostkolonisation wurde das Gebiet durch deutsche Siedler neu erschlossen. Im Register des päpstlichen Nuntius Galhardus von 1335 ist die „ecclesia de Kedzicz“ erstmals erwähnt. Darauf wurde die Kirche 1353 mit zwei Hufen für den Pleban belehnt.

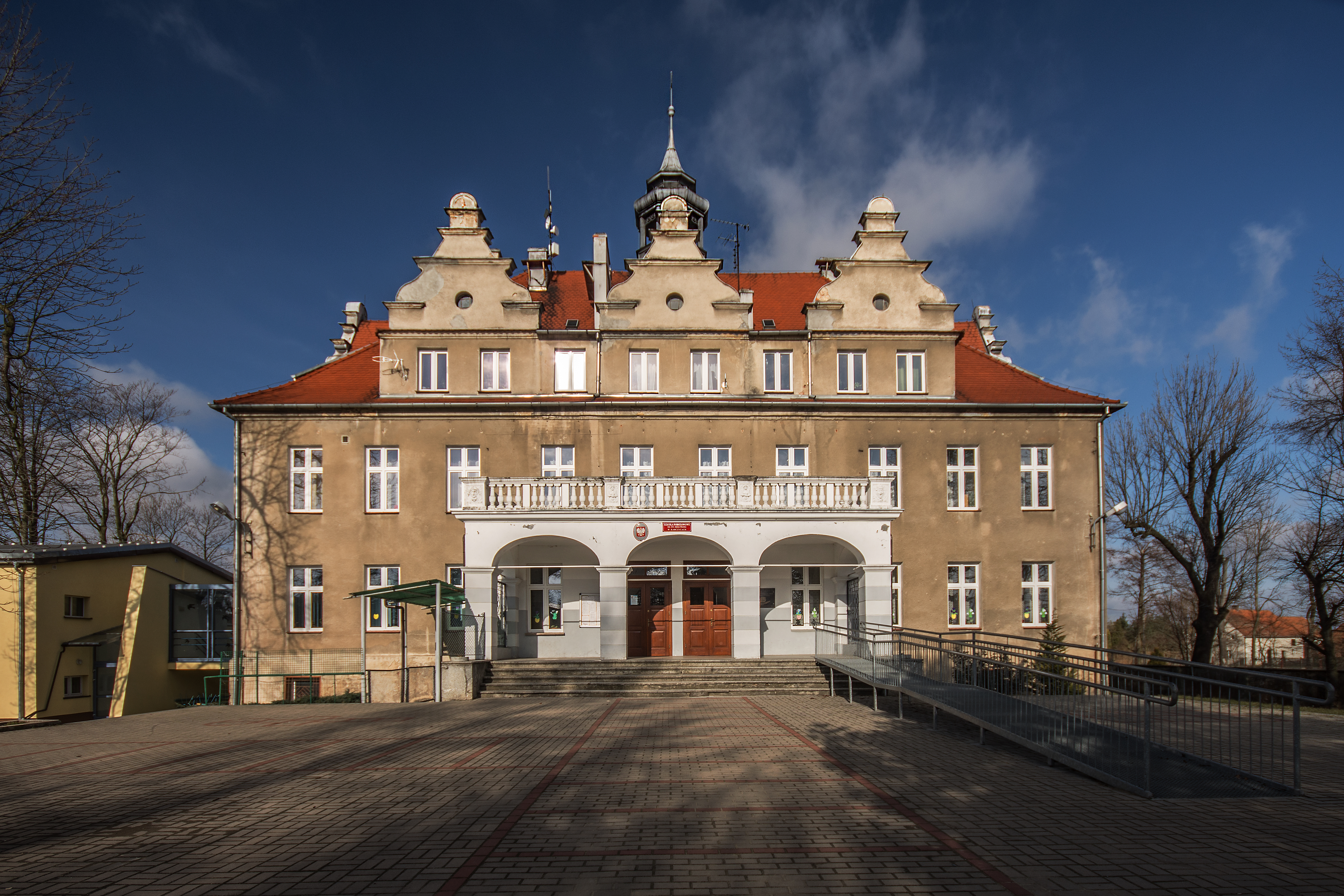
Schloss Kertschütz

Nach dem Ersten Schlesischen Krieg fiel Kertschütz mit dem größten Teil Schlesiens 1742 an Preußen. Die alten Verwaltungsstrukturen wurden aufgelöst und Kertschütz in den Kreis Neumarkt eingegliedert, mit dem er bis zu seiner Auflösung 1945 verbunden blieb. 1845 zählte das Dorf im Besitz eines Kreisverordneten Ruprecht auf Junisch, 35 Häuser in 31 Hausnummern, 383 überwiegend evangelische Einwohner (127 katholisch), evangelische Kirche zu Leuthen, eine evangelische Schule mit einem Lehrer, eine katholische Majoratskirche (Adjunkt der Pfarrkirche von Leuthen), ein Pfarrwiedmuth, zehn Handwerker. Zur Gemeinde gehörte noch die Kolonie Wüstung. Seit 1874 war Kertschütz Sitz des gleichnamigen Amtsbezirkes, zu dem neben Kertschütz die Landgemeinden Lobetinz und Radaxdorf und deren Gutsbezirke gehörten.
Als Folge des Zweiten Weltkriegs fiel Kertschütz mit dem größten Teil Schlesiens 1945 an Polen und wurde in Karczyce umbenannt. Die einheimische deutsche Bevölkerung wurde größtenteils vertrieben. Die neu angesiedelten Bewohner stammten teilweise aus Ostpolen, das an die Sowjetunion gefallen war. Von 1975 bis 1998 gehörte Karczyce zur Woiwodschaft Breslau.

## Sehenswürdigkeiten
- Die römisch-katholische Filialkirche der Erhöhung des Heiligen Kreuzes, kurz Kreuzerhöhungskirche, vormals auch Pfarrkirche St. Crucis (polnisch Kościół filialny pw. Podwyższenia Krzyża Świętego) wurde im 15. Jahrhundert im Stil der Backsteingotik errichtet und im 17. Jahrhundert barockisiert. Eingepfarrt waren vor 1945 Kertschütz, die Kolonie Wüstung und Schriegwitz. Die Kirche umgibt ein alter Friedhof mit Umfassungsmauer, auf dem sich noch vereinzelt deutsche Grabsteine befinden.
- Schloss Kertschütz[4]

## Persönlichkeiten
- Ernst Gottlieb von Taubadel (1753–1821), preußischer Leutnant und Landrat